# Галеано, Хуан Хайро
Хуа́н Ха́йро Галеа́но Рестре́по (исп. Juan Jairo Galeano Restrepo; род. 12 августа 1962, Андес, департамент Антьокия) — колумбийский футболист, выступавший на позиции нападающего в 1980—1990-е годы.

## Биография
Хуан Хайро Галеано на молодёжном уровне в конце 1970-х годов выступал за сборную департамента Антьокия. С 1980 по 1991 год на профессиональном уровне выступал за «Атлетико Насьональ». За это время дважды становился чемпионом Колумбии и ещё два раза занимал второе место в чемпионате страны. Выступал под девятым номером.
В 1989 году «Атлетико Насьональ» впервые в истории колумбийского футбола завоевал Кубок Либертадорес. Хуан Галеано к тому моменту уже не был игроком основного состава. В ходе победного турнира он сыграл только в одном матче — 7 марта 1989 года в игре группового этапа «зелёные» дома уступили 0:2 «Мильонариосу». Хуан Хайро Галеано в этой игре вышел на замену Алексу «Диди» Вальдерраме.
В 1991—1993 годах Галеано сменил четыре команды — «Мильонариос», «Энвигадо», «Индепендьенте Медельин» и «Депортиво Перейра», после чего завершил карьеру футболиста.
С 1987 по 1989 год сыграл в 11 матчах за сборную Колумбии и забил один гол. В 1987 году принял участие в Кубке Америки. Галеано был игроком основного состава, сыграл за «кафетерос» во всех четырёх играх своей команды. В матче за третье место забил гол в ворота сборной Аргентины, который оказался победным (игра завершилась со счётом 2:1), что принесло колумбийцам бронзовые медали.
После завершения карьеры футболиста Хуан Хайро Галеано работал тренером молодёжи и помощником главного тренера в различных колумбийских командах, в том числе в «Атлетико Насьонале» и «Онсе Кальдасе».

## Титулы и достижения
В качестве игрока
- Чемпион Колумбии (2): 1981, 1991
- Вице-чемпион Колумбии (2): 1988, 1990
- Обладатель Кубка Либертадорес (1): 1989

В качестве помощника главного тренера
- Чемпион Колумбии (2): Апертура 2005, Апертура 2011